# Santa Fe (krater)
Santa Fe – krater uderzeniowy w stanie Nowy Meksyk w USA. Skały krateru są nie są widoczne na powierzchni ziemi.
Krater ma od 6 do 13 km średnicy, powstał nie dawniej niż 1,2 miliarda lat temu (mezoproterozoik). Utworzył go upadek małej planetoidy, która uderzyła w skały osadowe pokrywające podłoże krystaliczne. Krater jest silnie zerodowany i pogrzebany pod osadami, tylko niewielki fragment jest odsłonięty. Krater został odkryty w 2005 roku. W obszarze wyniesienia centralnego znaleziono stożki zderzeniowe, dowodzące jego impaktowego pochodzenia; także brekcja impaktowa świadczy o upadku ciała niebieskiego.